# Кавер денс
Кавер денс (англ. cover dance, також відомий як танцювальний кавер) — це акт відтворення танцювальної хореографії здебільшого K-pop, J-pop або C-pop пісні.  Танцювальні кавери можна завантажувати у соціальних мережах, як-от YouTube, Instagram, TikTok, у яких танцюристи відтворюють уже існуючу хореографію пісні. 

## Історія виникнення

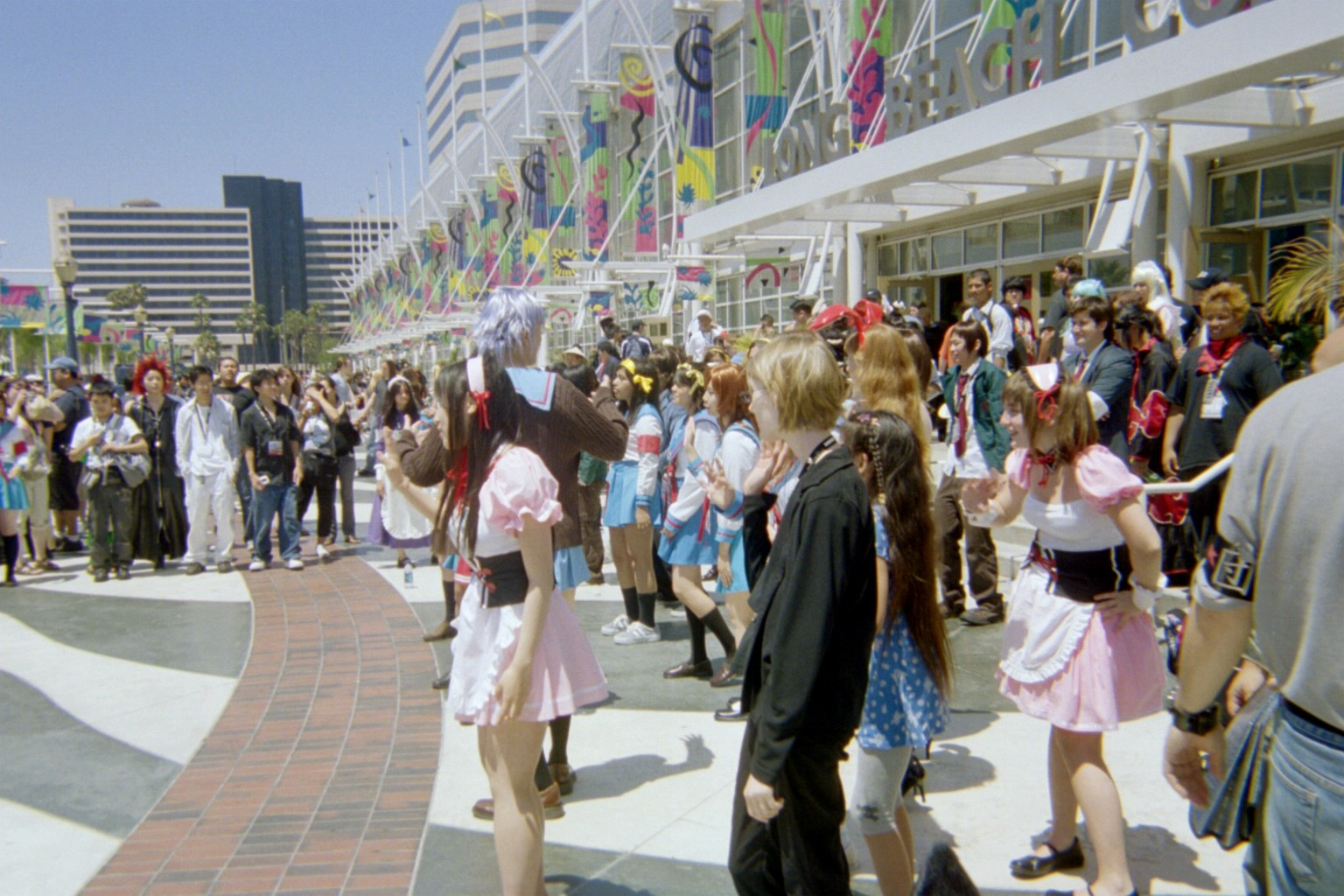
Шанувальники виконують танець "Харе Харе Юкай" на Anime Expo 2007.

Танцювальні кавери вперше набули популярності в інтернеті в Японії в березні 2007 року, коли багато людей публікували відео, на яких вони виконували хореографію для «Hare Hare Yukai» (або ж «танець Харухі»), саундтреку до аніме-адаптації 2006 року «Меланхолія Харухі Судзумії». 
Пізніше почали з'являтись танцювальні кавери японських співаків і груп, таких як Berryz Kobo.  Танцювальні кавер-відео, створені за допомогою MikuMikuDance, також були пов’язані з цією категорією.  Кавер денс утвердився як жанр, відомий як odottemita (яп. 踊ってみた, "I tried dancing") «Я спробував танцювати») на веб-сайтах для обміну відео, названий за ключовим словом пошуку на веб-сайті для обміну відео Niconico. 
Люди, які виконували танцювальні кавери, були відомі як odorite (яп. 踊り手). Серед відомих odorite, які пізніше самі стали айдолами: Kozue Aikawa з Danceroid і Dempagumi.inc,  Beckii Cruel,  а також Keekihime. 
Південнокорейські поп-гурти почали викладати у своїх соціальних мережах танцювальні практики, що стало початком k-pop кавер денсу. SHINee - один з перших k-pop гуртів, який випустив практику з хореографією до пісні «Replay». Сьогодні танцювальне відео цього гурту до пісні «Lucifer», яка вийшла у 2010 році, зібрало вже 26 мільйонів переглядів. Фанати з усього світу знають легендарні рухи з пісні «Ring Ding Dong».
Найбільш відомою у всьому світі k-pop піснею є Psy - Gangnam Style. Офіційний кліп набрав 4.9 мільярда переглядів. Рухи до приспіву цієї пісні знає велика частина людей. Це також можна віднести до кавер денсу.

## Вплив
Танцювальні кавер-відео набирають десятки тисяч переглядів на YouTube та у Tik Tok , а такі групи, як Chocomint HK, стають вірусними сенсаціями.  
Всесвітній феномен:  Париж став центром для запису цих відео та навіть має академію K-pop танців. 
K-POP Cover Dance Festival проводиться щорічно з 2011 року . Змагання проводяться в усьому світі з фінальним етапом у південнокорейській столиці – Сеулі.  

## Кавер денс в Україні
В Україні напрям танцювальних каверів з кожним роком набирає все більшої популярності. У соціальних мережах часто можна побачити відео, де велика кількість різних команд знімають свої кавери на фоні відомих локацій. Такий метод робить українських танцюристів більш впізнаваними серед іноземців. З найбільш популярних локацій відомі Майдан Незалежності, Контрактова та Поштова площі, Львівський театр опери та балету. 

#### Українська кавер денс спільнота
Сьогодні в Україні існує більше сотні різних танцювальних команд, велика частина яких активно просуває свої відео у соціальних мережах. Окрім того, команди можуть знайомитися один з одним та робити колаборації. Часто саме таким чином створюються масштабні проєкти, у яких задіяно близько 20 та більше осіб.

#### Кавер-вечірки та змагання
Окрім уже відомого способу поширення своїх танцювальних відео у соціальних мережах, існує також можливість продемонструвати кавер вживу на спеціальних танцювальних вечірках або фестивалях, як вже згаданий K-POP Cover Dance Festival. Команди та соло-танцюристи подають відео-заявки, організатори обирають найкращих, які можуть змагатися між собою за призові місця у різних категоріях. На кожному фестивалі присутні судді, які оцінюють не лише якість вивчення хореографії, а також виконання, костюми та ліпсинк. Майже у кожному місті щороку відбуваються тематичні вечірки, тому танцюристи з кожного кутка країни мають змогу показати іншим свої здібності.
Українська команда LEVEL UP у 2018 році брала участь у CHANGWON K-POP WORLD FESTIVAL із хореографією на пісню Dictrict 9 корейського гурту Stray Kids та увійшла до 12 найкращих команд у світі. Команда отримала змогу відвідати Південну Корею та виступити там вживу, презентуючи Україну, а також зустрітися і потанцювати разом із кумирами, чию хореографію команда обрала для цих змагань.  LEVEL UP здобули перемогу у категорії Best Girl Crush Performance.

#### Random Dance

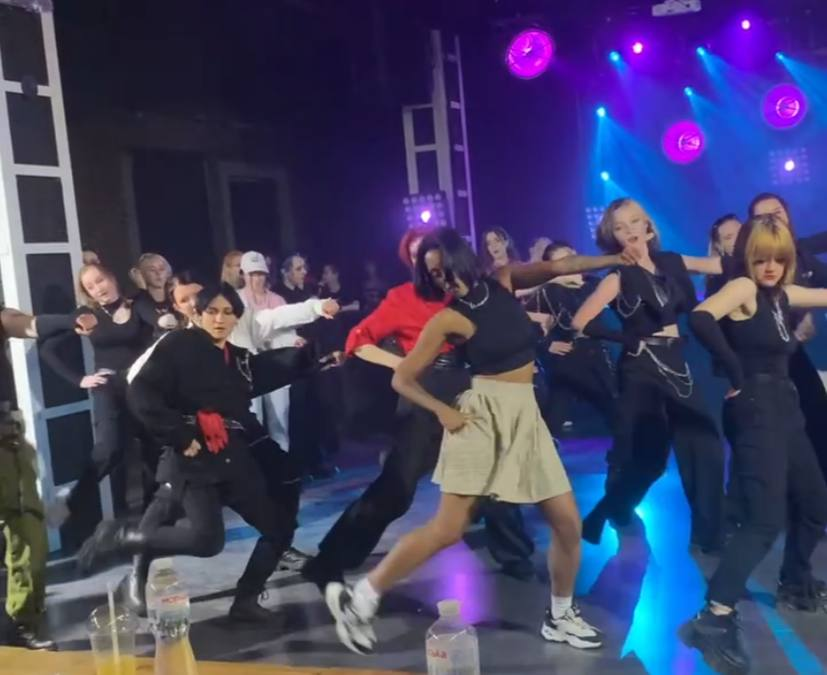
Kai – Rover (Random Dance in Lviv)

На вечірках, окрім основної частини змаганнь, є також розважальна програма, у яку входить random dance. По черзі у випадковому порядку вмикаються лише приспіви популярних пісень, які мають хореографії, а люди з кола вибігають у центр, маючи можливість станцювати один з одним. Проте це не лише про вечірки. Люди організовують зустріч у певних локаціях, де головною метою є саме  random dance. Відео з таких заходів публікують у YouTube. 